# Enrique Torres Llosa
Enrique Torres Llosa (Lima, 20 de junio de 1923-ib, 2013) fue una abogado, docente universitario y político peruano. Fue ministro de Agricultura del primer gobierno de Fernando Belaunde Terry (1963-1964).

## Biografía
Hijo de Marcelino Samuel Torres Videla y Rosa Llosa Blas. Cursó sus estudios escolares en el Colegio Sagrados Corazones Recoleta. Ingresó a la Universidad Católica del Perú, donde se doctoró en Filosofía. Años después viajó a España donde estudió Derecho. Hizo también cursos de especialización en Francia, Italia y Suiza.
Fue catedrático de Filosofía en la Pontificia Universidad Católica del Perú y miembro del Instituto Riva-Agüero.
El 28 de julio de 1963, al inaugurarse el primer gobierno de Fernando Belaúnde, juró como ministro de Agricultura y Alimentación, integrando así el primer Consejo de Ministros de dicho gobierno, encabezado por el doctor Julio Óscar Trelles Montes. Formaba parte de la cuota de ministros provenientes de la Democracia Cristiana, partido minoritario que se alió con Acción Popular durante la coyuntura electoral de 1963. En esa ocasión, Torres tuvo a su cargo el plan de reforma agraria de su partido; se presentaba como experto en el tema agrario peruano.
Durante su gestión como ministro se enfocó en el fomento agrícola y ganadero, las campañas sanitarias, el mejoramiento de la calidad del ganado de pequeños propietarios, la aplicación de un millón de dosis de vacuna anti-aftosa animal, la distribución de aves en las zonas agrarias, la organización de un plan quinquenal para el incremento de la papa, el control sanitario del cultivo del algodón, las obras de defensa a los terrenos de los pequeños propietarios y una campaña de alimentación popular a base de pescado.
Se mantuvo como ministro de Agricultura hasta el 31 de julio de 1964, cuando fue reemplazado por Víctor Ganoza Plaza.
Fue director general de la Oficina Nacional de Reforma Agraria (ONRA). Trabajó después como funcionario de la Junta del Acuerdo de Cartagena, y en el IICA de la OEA.

## Descendencia
Casado el 29 de noviembre de 1952 con Gladys Villacorta Quiñones, fue padre de ocho, entre ellos Eduardo Enrique Torres-Llosa Villacorta, que es gerente general del Banco Central de Reserva del Perú desde marzo de 2022. 